# الخطوط الجوية الماليزية الرحلة 17
الخطوط الجوية الماليزية الرحلة 17 كانت طائرة من طراز بوينغ 777-200 إي آر تحطمت يوم 17 يوليو 2014 بالقرب من مدينة شاختارسك في منطقة أوبلاست دونيتسك في شرق أوكرانيا، حيث تدور معارك بين انفصاليين موالين لروسيا والقوات الحكومية الأوكرانية.
أنتون جيراشتشينكو مساعد لوزير الداخلية الأوكراني قال أن الطائرة التي كانت على ارتفاع 10,000 متر (33,000 قدم)، أسقطت بصاروخ أرض جو من نوع بوك.
كانت الطائرة تحمل 280 مسافرًا و15 هم أفراد الطاقم، وبهذا تعد هذه الحادثة الأكبر [محل شك] من حيث عدد الأشخاص الضحايا لرحلة تابعة للخطوط الجوية الماليزية حتى تاريخه. وهذه الحادثة تلحق بسابقتها الرحلة 370، التي كانت من نوع بوينغ 777-200 إي آر أيضًا، والتي اختفت منذ 5 أشهر سابقة وكان على متنها 227 مسافرًا و12 من أفراد الطاقم.
في اليوم التالي لوقوع الحادث، أعلن الرئيس الأمريكي باراك أوباما أن صاروخ أرض-جو انطلق من المناطق التي يسيطر عليها الانفصاليون هو ما أسقط الطائرة. وفي 19 يوليو، صرح مدير جهاز مكافحة التجسس الأوكراني فيتالي نادا بأن الفريق الذي شغل النظام الصاروخي الذي استخدم لإسقاط الطائرة هو فريق روسي، وذلك بالاستناد إلى أدلة قاطعة حسب قوله.

## خلفية
في وقت سابق من شهر مارس 2014، أدى نزاع مسلح في شرق أوكرانيا إلى تجنب بعض شركات الطيران للمجال الجوي شرق أوكرانيا بسبب مخاوف تتعلق بالسلامة. نُشِرت طائرات عسكرية في النزاع، وأُسقِطت العديد منها في الأشهر والأسابيع السابقة لكارثة طائرة الرحلة إم إتش 17. وفي أبريل، حذرت منظمة الطيران المدني الدولي الحكومات من وجود خطر على رحلات الركاب التجارية فوق جنوب شرق أوكرانيا. أصدرت إدارة الطيران الفيدرالية الأمريكية قيودًا على الرحلات الجوية فوق شبه جزيرة القرم الواقعة جنوب مسار رحلة إم إتش 17، ونصحت شركات الطيران التي تحلق فوق بعض أجزاء أوكرانيا الأخرى «باتّخاذ أقصى درجات الحذر». لم يشمل هذا التحذير منطقة سقوط الطائرة إم إتش 17. واستمرت 37 شركة طيران في التحليق فوق شرقي أوكرانيا، وعبرت نحو 900 رحلة إقليم دونيتسك في الأيام السبعة التي سبقت إسقاط الطائرة بوينغ 777.
في 14 يونيو 2014، أُسقِطت طائرة عسكرية من طراز إليوشن إي أل-76 تابعة للقوة الجوية الأوكرانية، وذلك لدى اقترابها من مطار لوهانسك الدولي ما أدى لخسارة تسعة من أفراد الطاقم وأربعين جنديًا. في 29 يونيو، أفادت وكالات الأنباء الروسية أن المتمردين قد تحصّلوا على نظام صواريخ بوك بعد أن سيطروا على قاعدة دفاعية جوية أوكرانية (من المحتمل الموقع السابق لفوج الصواريخ المضادة للطائرات 156 [156 zrp]). في اليوم نفسه، زعمت «جمهورية دونيتسك الشعبية» امتلاكها مثل هذا النظام في تغريدة على موقع تويتر حُذفت منذ ذلك الحين.
في 14 يوليو 2014، أُسقِطت طائرة نقل من طراز أنتونوف أن-26  تابعة للقوة الجوية الأوكرانية كانت تحلق على ارتفاع 6500 متر (1300 قدم). زعمت الميليشيا عبر وسائل الإعلام الاجتماعية أن قاذفة صواريخ بوك قد استُخدمت لإسقاط الطائرة. صرّح مسؤولون أميركيون فيما بعد أن الأدلة تشير إلى أن الطائرة قد أُسقِطت من الأراضي الروسية. في 16 يوليو، أُسقِطت طائرة أوكرانية من الدعم الجوي القريب طراز سوخوي سو-25. صرّحت الحكومة الأوكرانية أن الجيش الروسي أسقط الطائرة بصاروخ جو-جو أطلقته طائرة ميج-29 في روسيا، وقالت وزارة الدفاع الروسية إن الاتهامات كانت باطلة. وفقًا لصحيفة التلغراف الهولندية، كانت الحكومة الأوكرانية قد حذرت حكومة هولندا وغيرها من الدول الأوروبية من مخاطر التحليق فوق شرق أوكرانيا قبل ثلاثة أيام من عملية الإسقاط، إثر إسقاط طائرة النقل أن-26 في 14 يوليو.
في 17 يوليو، شاهد صحفي من وكالة أسوشيتد برس قاذفة صواريخ بوك في بلدة سنيزن في دونيتسك أوبلاست، على بعد 16 كيلومترًا جنوب شرق موقع السقوط. رأى المراسل أيضًا سبع دبابات تابعة للانفصاليين قرب المدينة. وأفاد صحفيون من أسوشيتد برس أن صواريخ بوك إم-1 جرى تشغيلها على يد رجل «يرتدي ملابس غير مألوفة ولهجة روسية مميزة» ترافقه مركبتان مدنيتان. وقد اقتُرح أن المعركة حول سافور-موهيلا هي السياق المحتمل الذي يمكن أن يكون الصاروخ الذي أسقط الطائرة إم إتش 17 قد أُطلق فيها، إذ نشر الانفصاليون أسلحة مضادة للطائرات متطورة بشكل متزايد في هذه المعركة، وأسقطوا عدة طائرات أوكرانية في يوليو.
فرضت أوكرانيا قيودًا على حركة الطيران في المجال الجوي لدونيتسك أوبلاست، لكنها لم تغلق المجال الجوي. في 5 يونيو 2014، اقتصرت حركة المرور على ارتفاعات تزيد عن 26,000 قدم (7,900 م) وفي 14 يوليو حتى ارتفاع أكثر من 32,000 قدم (9,800 م). لم يمنع ذلك الرحلات الجوية التجارية إذ أن حركة المرور التجارية تسير عادة على ارتفاعات من 33000 حتى 44000 قدم. أغلق مركز المراقبة الجوية الروسي المجال الجوي في المنطقة المتاخمة فوق روسيا تحت ارتفاع 53,000 قدم (16,000 م)، مغلقًا بذلك حركة المرور المدنية بشكل فعلي. والذريعة المقدمة كانت «النزاع المسلح في أوكرانيا». طلب مجلس السلامة الهولندي تفسيرًا أكثر تفصيلاً لهذا الحظر، ولكنه لم يتلق ذلك. كما هو الحال في بلدان أخرى، فإن أوكرانيا تتلقى رسوم تحليق عن الطائرات التجارية المحلقة عبر حدودها، وربما ساهم ذلك في استمرار توافر مسارات الطيران المدني عبر منطقة الصراع.
وفي يوم حادثة إم إتش 17، كان من المقرر أن تنقل طائرة أوكرانية من طراز أن-26 جنودًا مظليين إلى ساحة المعركة.

## التحطم

مسار الرحلة

غادرت الطائرة من مطار سخيبول أمستردام في 12:14 بتوقيت وسط أوروبا الصيفي (10:14 بالتوقيت العالمي المنسق). كان وجهة الطائرة النهائية مطار كوالالمبور الدولي بعد 11 ساعة و30 دقيقة، في 6:00 18 يوليو بتوقيت ماليزيا القياسي (ويوافق 17 يوليو 22:00 بالتوقيت العالمي المنسق).
أصدرت الخطوط الجوية الماليزية بيانًا، قائلة «أنها تلقت إخطارًا من المراقبة الجوية الأوكرانية مفاده أنها فقدت الاتصال بالرحلة إم إتش 17 في 14:15 بالتوقيت العالمي المنسق على ارتفاع 30 كم فوق نقطة تاماك، تقريبًا على بعد 50 كم من الحدود الأوكرانية الروسية». قال رئيس جهاز المراقبة الجوية الأوكرانية أن طاقم الطائرة لم يبلغ عن أي مشكلة أثناء تحليقه فوق أوكرانيا.
تحطمت الطائرة بالقرب من قرية خرابوف شمال تورز، وهي مدينة في شرق أوبلاست دونيتسك الأوكراني، وكانت الطائرة تقترب من الحدود الروسية.
أفاد موقع فلايتردار24 أن رحلة الخطوط الجوية السنغافورية بيونغ 777-200 إي آر (الرحلة إس كيو 351) ورحلة طيران الهند بوينغ 787-8 (الرحلة إيه آي 113) كانتا على بعد 25 كم من الطائرة الماليزية عند اختفائها.
أظهرت صور لموقع الحطام قطعًا متفرقة لبدن الطائرة المُحطم وأجزاء المحركات، وكذلك جثث وجوازات سفر. بعض الحطام سقط بالقرب من منازل في خرابوف.

### الخط الزمني للرحلة
| الوقت المنصرم () | الوقت | الوقت                  | الوقت                  | الوقت                    | الحدث                             |
| الوقت المنصرم () | UTC   | ت ع م+02:00 (أمستردام) | ت ع م+03:00 (أوكرانيا) | ت ع م+08:00 (كوالالمبور) | الحدث                             |
| ---------------- | ----- | ---------------------- | ---------------------- | ------------------------ | --------------------------------- |
| 00:00            | 10:14 | 12:14                  | 13:14                  | 18:14                    | غادرت من مطار سخيبول أمستردام     |
| 03:01            | 13:15 | 15:15                  | 16:15                  | 21:15                    | الطائرة اختفت من الرادر الأوكراني |

## الركاب
| الركاب على متن الطائرة حسب الجنسية | الركاب على متن الطائرة حسب الجنسية |
| الجنسية                            | العدد                              |
| ---------------------------------- | ---------------------------------- |
| أستراليا                           | 28                                 |
| بلجيكا                             | 5                                  |
| كندا                               | 1                                  |
| ألمانيا                            | 4                                  |
| إندونيسيا                          | 12                                 |
| ماليزيا                            | 44                                 |
| هولندا                             | 173                                |
| نيوزيلندا                          | 1                                  |
| الفلبين                            | 3                                  |
| رومانيا                            | 1                                  |
| جنوب أفريقيا                       | 1                                  |
| المملكة المتحدة                    | 9                                  |
| غير معروف                          | 16                                 |
| الطاقم الماليزي                    | 15                                 |
| المجموع                            | 298                                |

أكدت الخطوط الجوية الماليزية وجود 280 مسافرًا على متن الطائرة بالإضافة إلى 15 هم أفراد الطاقم. من المفترض عدم وجود ناجين، مع أن ذلك لم يؤكد رسميًا. صرح وزير الخارجية الأسترالي أن «مائة من كبار علماء مرض فقدان المناعة لقوا حتفهم على متن الطائرة الماليزية». كان من بين الركاب أيضًا خبير عالمي في الإيدز هو الهولندي يوب لانج والذي كان أيضًا رئيس الجمعية الدولية للإيدز. الناطق باسم منظمة الصحة العالمية غلين توماس كان من بين الركاب، وكان من المفترض أن يشارك في نفس المؤتمر السابق ذكره.

## تبعات سريعة
نتيجة للحادث، حولت شركات طيران لوفتهانزا والخطوط الجوية الفرنسية والخطوط الجوية التركية والخطوط الجوية البريطانية وخطوط ترانسايرو الجوية وإيروفلوت وخطوط دلتا الجوية مسارات رحلاتها لتتفادى الطيران فوق الشرق الأوكراني. نصحت وزارة النقل البريطانية طياري البلاد المحلقين في الأجواء في الوقت الحالي بتغيير مساراتهم لتجنب الطيران فوق المجال الجوي لشرق أوكرانيا.

## سبب الحادث
اتهم رئيس المخابرات الأوكرانية فالنتين ناليفيتشنكو ضابطين من المخابرات الروسية بالتورط في إسقاط الطائرة، وذلك بناءً على مكالمتين هاتفيتين تظهران تورط الانفصاليين. في أحد التسجيلين يقول إيغور بزلر - أحد قادة الانفصاليين - «إما أننا أسقطنا طائرة للتو» أو «أنهم أسقطوا طائرة للتو». في 18 يوليو قال الرئيس الأمريكي باراك أوباما أن صاروخ أرض-جو انطلق من مناطق خاضعة لسيطرة الانفصاليين هو ما أسقط الطائرة.

## ردود الفعل

### محليًا
- أوكرانيا قال الرئيس الأوكراني بترو بوروشنكو: «هذا ثالث حادث خلال أيام بعد إسقاط طائرتي أنتونوف 26 وسوخوي 25، ولا نستبعد أن تكون الطائرة الماليزية أسقطت أيضًا، ونشدد على أن قواتنا لم تدمر أهدافًا في الجو».[19]

في تغريدة على تويتر قال سفير أوكرانيا في الأمم المتحدة أن بلاده ستقدم الأدلة على التورط الروسي في تحطم طائرة البوينغ، مضيفًا أن هذه الجريمة يجب التحقيق فيها بالكامل.

### أطراف مرتبطة
- ماليزيا: قال وزير الخارجية الماليزية حمزة زين الدين أنه يتشاور مع الحكومتين الروسية والأوكرانية للحصول على معلومات. فيما غرد وزير الدفاع هشام الدين حسين بأنه أعطى أوامر للجيش للمشاركة في التحقيق.[21]
- هولندا صرح رئيس الوزراء الهولندي مارك روتا: «أنا مصدوم بشدة من الأخبار المقلقة بشأن تحطم رحلة الخطوط الجوية الماليزية MH17 من أمستردام إلى كوالالمبور على الأراضي الأوكرانية».

### دوليًا
- روسيا: أعرب الرئيس الروسي فلاديمير بوتين عن عميق تعازيه لرئيس الوزراء الماليزي نجيب عبد الرزاق، وللشعب الماليزي ولأقارب الضحايا. وقال بوتين إن هذه المأساة ما كانت لتقع لو «ساد السلام في هذه الأرض ولو لم تستأنف العمليات القتالية في جنوب شرق أوكرانيا».[22]
- الولايات المتحدة: قال الرئيس الأمريكي باراك أوباما أن «الولايات المتحدة ستقدم كافة الدعم للمساعدة في تحديد ماذا حصل ولماذا، ووصفها بالفاجعة الرهيبة».[23] قال نائب الرئيس جو بايدن أن الطائرة أسقطت على ما يبدو.[24]
- المملكة المتحدة: قال رئيس وزراء بريطانيا ديفيد كاميرون عبر تويتر: صدمت وحزنت جراء الكارثة الجوية الماليزية. ودعت المملكة المتحدة إلى جلسة عاجلة في مجلس الأمن.[20]
- ألمانيا: طالبت المستشارة أنغيلا ميركل بهدنة من أجل إجراء تحقيق حول الحادث، مضيفة أن «هناك الكثير من المؤشرات التي تشير إلى أن الطائرة أسقطت ولذلك علينا أن نأخذ الأمر بجدية».[25]
- كندا: رئيس الوزراء الكندي ستيفن هاربر كان يشعر«بالصدمة والحزن» عند معرفته بالحادث، وقال إن «كندا مستعدة لتقديم كل ما في وسعها لدعم مساعدة السلطات في تحديد سبب تحطم الطائرة».